# ياكيرا تيخيدا
ياكيرا تيخيدا (بالإنجليزية: Yacaira Tejeda)‏ مواليد 20 أغسطس 1992، هي لاعبة كرة يد دومينيكية تلعب كمحور. مثلت منتخب جمهورية الدومينيكان لكرة اليد للسيدات.

## سجل المنافسة
شاركت في البطولات التالية:
- بطولة العالم لكرة اليد للسيدات 2013